# Bill Skarsgård
Bill Istvan Günther Skarsgård (pronunciación en sueco: /ˈbɪlː ˈskɑ̌ːʂɡoːɖ/ (escucharⓘ); Estocolmo, Suecia, 9 de agosto de 1990) es un actor sueco. Conocido por interpretar al payaso Pennywise en las películas de terror It (2017) e It: Capítulo Dos (2019) y en la serie It: bienvenidos a Derry (2025); y por dar vida al vampiro Conde Orlok en Nosferatu (2024). Entre el repertorio filmográfico de Skarsgård destacan los títulos The Divergent Series: Allegiant (2016), John Wick: Chapter 4 (2023) y The Crow (2024).

## Biografía
Skarsgård nació en Vällingby, Suecia, hijo del actor Stellan Skarsgård y de la doctora My Skarsgård. Tiene siete hermanos: Alexander, Gustaf, Valter (todos actores), así como Sam, Eija, Ossian y Kolbjörn. Ossian y Kolbjörn son medios hermanos del posterior matrimonio entre su padre y Megan Everett.
Desde 2015, Skarsgård mantiene una relación con la actriz Alida Morberg, y tienen dos hijos en común.

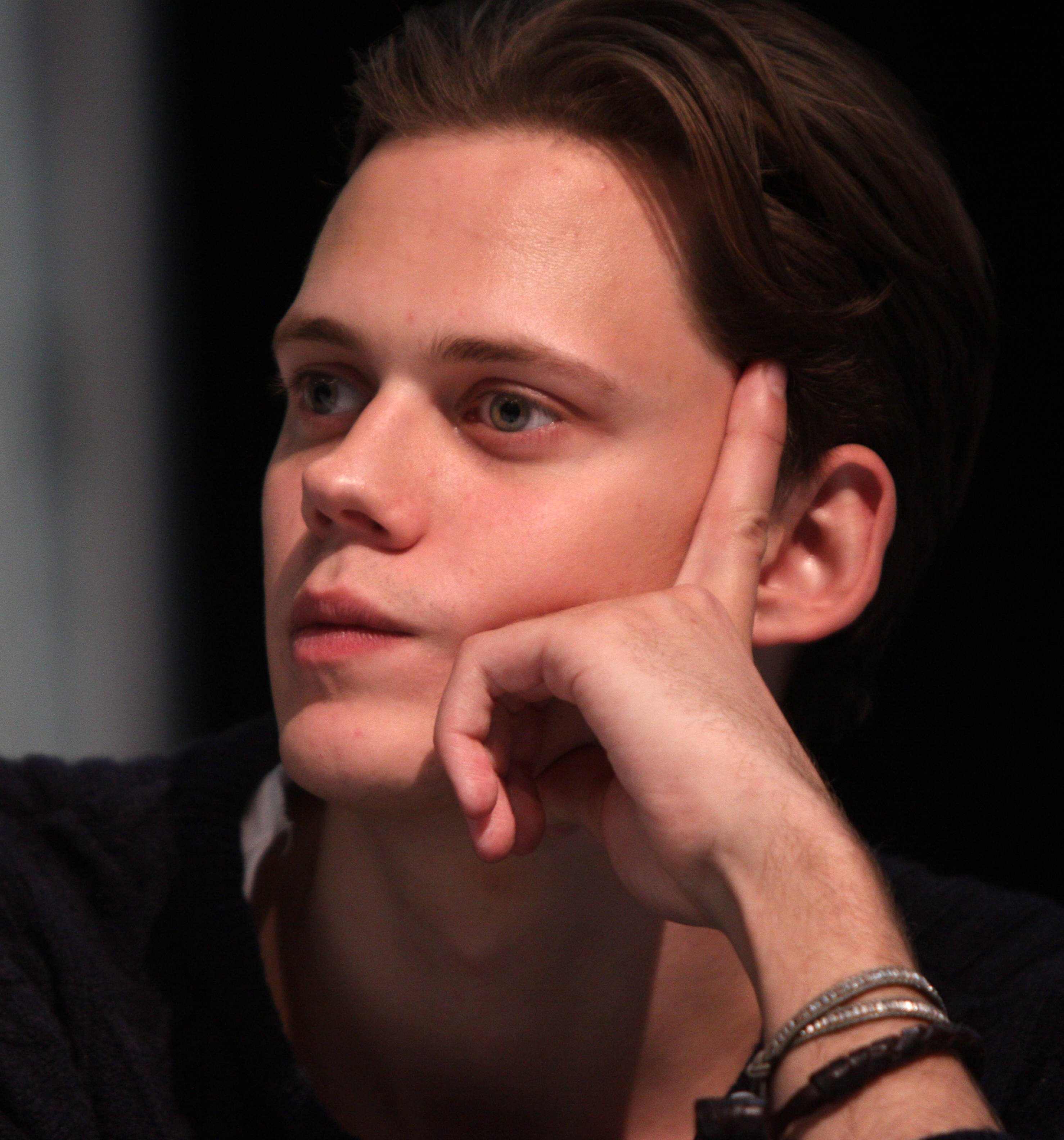
Bill Skarsgård en la Convención Internacional de Cómics de San Diego en 2013.

## Trayectoria profesional

### Década de 2010
En 2011, Skarsgård fue nominado a un Premio Guldbagge por su papel principal como Simon en Simple Simon. A la edad de 21 años, ganó el Premio Shooting Stars de la Academia de Cine Europeo en 2012. A partir de 2013, Skarsgård interpretó el papel de Roman Godfrey en la serie original de Netflix Hemlock Grove. En abril de 2014, Skarsgård apareció en la portada de Hero, una revista de moda y cultura masculina semestral, filmada por Hedi Slimane. En el tema, es entrevistado por su padre. Skarsgård interpretó a Matthew en el thriller de ciencia ficción The Divergent Series: Allegiant (2016), su primera gran película estadounidense.
Interpretó al villano del terror Pennywise, el payaso, creado por el escritor Stephen King, en la película de terror It (2017), y repitió el papel en la secuela en It: Chapter Two (2019). Su papel fue recibido con elogios tanto de los fanáticos como de los críticos.
En julio de 2017, se anunció que sería uno de los actores principales en la serie Castle Rock que se estrenó en 2018. Interpretó a un joven con un problema legal inusual. Ese mismo año, interpretó a Zeitgeist en Deadpool 2. (2018)

### Década de 2020
En 2020, interpretó a Mateo en el cuarto episodio de la serie de antología Soulmates de AMC.  Prestó su voz al antagonista principal Kro en Eternals (2021). En la miniserie Clark (2022) de Netflix, Skarsgård interpretó a Clark Olofsson, el notorio criminal sueco cuya participación en el robo de Norrmalmstorg dio origen al término síndrome de Estocolmo. Seguidamente Skarsgård interpretó al Marqués de Gramont en John Wick: Chapter 4 (2023) y grabó el papel protagonista de Eric Draven para el reinicio de The Crow (2024) dirigida por Rupert Sanders.
El director Robert Eggers lo escogió para interpretar al Conde Orlok en la película de terror gótico Nosferatu (2024), junto con un elenco que incluye a Nicholas Hoult, Lily-Rose Depp, Aaron Taylor-Johnson y Willem Dafoe. Durante una entrevista, Eggers comentó que «está tan transformado en todos los aspectos que no sé si la gente le dará el crédito que le corresponde. Puedes ver a Bill [como Pennywise] en el maquillaje de It; aquí no puedes detectar nada de Bill. Trabajó con un profesor de ópera para bajar su voz una octava. Creo que la gente va a pensar que lo alteramos digitalmente, pero esa es su actuación». Skarsgård hablando sobre su experiencia interpretando el papel principal, dijo: «fue como conjurar el mal puro. Me llevó un tiempo sacudirme el demonio que se había conjurado dentro de mí». Con un rodaje de tres meses desde febrero hasta mayo de 2023, en los Barrandov Studios cinematográficos de Praga, la película se estrena el 25 de diciembre de 2024.
Skarsgård volverá a interpretar el papel de Pennywise, el payaso en la serie de nueve episodios It: bienvenidos a Derry (2025) para la plataforma Max. Una precuela de las películas It (2017) e It: Capítulo Dos (2019), que se basa en la novela It de Stephen King de 1986.

## Filmografía

### Cine
| Año  | Título                            | Título                                                            | Papel                 | Ref           |
| Año  | Título original                   | Título                                                            | Papel                 | Ref           |
| ---- | --------------------------------- | ----------------------------------------------------------------- | --------------------- | ------------- |
| 2000 | Järngänget                        | ES: White Water Fury HI: Järngänget                               | Klasse                | [ 25 ]        |
| 2008 | Arn – Riket vid vägens slut       | ES: Arn–The Kingdom at Road's End HI: Arn – Riket vid vägens slut | Erik Knutsson         | [ 26 ]        |
| 2009 | Kenny Begins                      | ES: Kenny Begins HI: Kenny Begins                                 | Pontus                | [ 27 ]        |
| 2010 | I rymden finns inga känslor       | ES: Simple Simon HI: Simple Simon                                 | Simon                 | [ 7 ]         |
| 2010 | Himlen är oskyldigt blå           | ES: Behind Blue Skies HI: Behind Blue Skies                       | Martin                | [ 28 ]        |
| 2011 | Kronjuvelerna                     | ES: The Crown Jewels HI: Kronjuvelerna                            | Richard Persson       | [ 29 ]        |
| 2011 | Simon Och Ekarna                  | ES: Simon y Los Robles HI: Simon y Los Robles                     | Simon Larsson         | [ 30 ]        |
| 2012 | Anna Karenina                     | ES: Anna Karenina HI: Anna Karenina                               | Capitán Machouten     | [ 31 ]        |
| 2013 | Victoria                          | ES: Victoria HI: Victoria                                         | Otto                  | [ 32 ]        |
| 2016 | The Divergent Series: Allegiant   | ES: La serie Divergente: Leal HI: Divergente la serie: Leal       | Matthew               | [ 10 ]        |
| 2017 | Atomic Blonde                     | ES: Atómica HI: Atómica                                           | Gordan Merkel         | [ 33 ]        |
| 2017 | It                                | ES: It HI: Eso (It)                                               | Pennywise, el payaso  | [ 11 ]        |
| 2017 | Battlecreek                       | ES: Battlecreek HI: Battlecreek                                   | Henry                 | [ 34 ]        |
| 2017 | Moomins and the Winter Wonderland | ES: Los Moomins HI: Moomins and the Winter Wonderland             | Moomintroll (Voz)     | [ 35 ]        |
| 2018 | Assassination Nation              | ES: Nación salvaje HI: Nación asesina                             | Mark                  | [ 36 ]        |
| 2018 | Deadpool 2                        | ES: Deadpool 2 HI: Deadpool 2                                     | Axel Cluney Zeitgeist | [ 13 ]        |
| 2019 | Villains                          | ES: Villanos HI: Villanos                                         | Mickey                | [ 37 ]        |
| 2019 | It: Chapter 2                     | ES: It Capítulo Dos HI: It Capítulo Dos                           | Pennywise, el payaso  | [ 38 ]        |
| 2020 | Nine Days                         | ES: Nueve días HI: Nueve días                                     | Kane                  | [ 39 ]        |
| 2020 | The Devil All the Time            | ES: El diablo a todas horas HI: El diablo a todas horas           | Willard Russell       | [ 40 ]        |
| 2021 | Naked Singularity                 | ES: Singularidad desnuda HI: Con su propia justicia               | Dane                  | [ 41 ]        |
| 2021 | Eternals                          | ES: Eternals HI: Eternals                                         | Kro                   | [ 14 ]        |
| 2022 | Barbarian                         | ES: Barbarian HI: Bárbaro                                         | Keith Toshko          | [ 42 ]        |
| 2022 | Bränn alla mina brev              | ES: Burn All My Letters HI: Burn All My Letters                   | Sven Stolpe           | [ 43 ]        |
| 2023 | John Wick: Chapter 4              | ES: John Wick 4 HI: John Wick: Chapter 4                          | Vincent de Gramont    | [ 44 ]        |
| 2023 | Boy Kills World                   | ES: Contra todos HI: Boy Kills World                              | Boy                   | [ 45 ] [ 46 ] |
| 2024 | The Crow                          | ES: El Cuervo HI: El Cuervo                                       | Eric Draven           | [ 47 ] [ 48 ] |
| 2024 | Nosferatu                         | ES: Nosferatu HI: Nosferatu                                       | Conde Orlok           | [ 16 ] [ 49 ] |
| 2025 | Locked                            | ES: Bloqueado HI: Encerrado                                       | Eddie Barrish         | [ 50 ]        |
| 2025 | Emperor                           | ES: Emperador HI: Emperador                                       | Felipe II de España   | [ 51 ]        |
| TBA  | Lords of War                      | ES: El señor de la guerra HI:                                     | Anton                 | [ 52 ]        |

### Series
| Año  | Título                  | Rol                  | País           | Notas                                                                                                  | Ref.   |
| ---- | ----------------------- | -------------------- | -------------- | --- | ------ |
| 2002 | Pappa Polis             | Tony                 | Suecia         | Miniserie; 2 episodios                                                                                 |        |
| 2009 | Livet i Fagervik        | Mårten               | Suecia         | Serie de TV; 1 episodio                                                                                |        |
| 2010 | Arn                     | Erik                 | Suecia         | Miniserie; 2 episodios                                                                                 |        |
| 2013 | Hemlock Grove           | Roman Godfrey        | Estados Unidos | Serie de TV; Elenco principal                                                                          | [ 53 ] |
| 2018 | Castle Rock             | The Kid              | Estados Unidos | Serie de TV; Elenco principal (Temporada 1)                                                            | [ 54 ] |
| 2020 | Soulmates               | Mateo                | Estados Unidos | Serie de TV; Episodio: «Layover»                                                                       | [ 55 ] |
| 2022 | Clark                   | Clark Olofsson       | Suecia         | Miniserie de TV; 6 episodios                                                                           | [ 56 ] |
| 2025 | It: bienvenidos a Derry | Pennywise, el payaso | Estados Unidos | Serie de Max; 9 episodios. Precuela de las películas It y It Chapter two. También productor ejecutivo. | [ 23 ] |

### Cortometrajes
| Año  | Título                           | Rol                | Notas               |
| ---- | -------------------------------- | ------------------ | ------------------- |
| 2007 | Myskväll                         | Victor             |                     |
| 2008 | Pigan Brinner!                   | Tonårs / Nosferatu | [ 57 ]              |
| 2016 | A Stone Appears                  | Hombre             |                     |
| 2017 | Alteration                       | Alejandro          | VR Experience       |
| 2017 | Atomic Blonde: Welcome to Berlin | Merkel / Él mismo  | Especial de gracias |
| 2018 | Do You Like the Taste of Beer?   |                    | Productor           |
| 2022 | Soul Of A Man                    |                    | Director y Escritor |

## Premios y nominaciones
| Asociación                               | Año  | Categoría                                                                  | Resultado | Trabajo nominado |
| ---------------------------------------- | ---- | -------------------------------------------------------------------------- | --------- | ---------------- |
| Premios Astra                            | 2024 | Mejor interpretación en una película de terror o suspense.                 | Nominado  | Nosferatu        |
| The BAM Award                            | 2017 | Mejor actor de reparto                                                     | Nominado  | It               |
| The BAM Award                            | 2017 | Mejor reparto                                                              | Nominado  | It               |
| The BAM Award                            | 2019 | Mejor actor de reparto                                                     | Nominado  | It Chapter Two   |
| The BAM Award                            | 2019 | Mejor reparto                                                              | Ganador   | It Chapter Two   |
| The BAM Award                            | 2020 | Mejor reparto                                                              | Ganador   | It Chapter Two   |
| Chicago Indie Critics Awards (CIC)       | 2025 | Mejor actor de reparto                                                     | Nominado  | Nosferatu        |
| Columbus Film Critics Association        | 2025 | Mejor interpretación de reparto                                            | Nominado  | Nosferatu        |
| Festival Internacional de Cine de Berlín | 2012 | Shooting Stars Awards                                                      | Ganador   | N/A              |
| Fright Meter Awards                      | 2017 | Mejor actor de reparto                                                     | Ganador   | It               |
| Fright Meter Awards                      | 2020 | Mejor actor de reparto                                                     | Nominado  | It Chapter Two   |
| Golden Schmoes Awards                    | 2017 | Actuación innovadora del año                                               | Nominado  | It               |
| Guldbagge Awards                         | 2011 | Mejor actor                                                                | Nominado  | Simple Simon     |
| iHorror Awards                           | 2018 | Mejor actor - Película de terror                                           | Ganador   | It               |
| Indiana Film Journalists Association     | 2024 | Mejor interpretación de reparto                                            | Nominado  | Nosferatu        |
| Kristallen Awards                        | 2022 | Actor Masculino Del Año                                                    | Ganador   | Clark            |
| MTV Movie & TV Awards                    | 2018 | Mejor villano                                                              | Nominado  | It               |
| North Dakota Film Society                | 2025 | Mejor reparto                                                              | Nominado  | Nosferatu        |
| Saturn Awards                            | 2018 | Mejor actor de reparto                                                     | Nominado  | It               |
| StarMeter Award - IMBD                   | 2018 | Favorito de los fans                                                       | Ganador   | It               |
| Seattle Film Critics Awards              | 2017 | Mejor villano                                                              | Nominado  | It               |
| Seattle Film Critics Awards              | 2025 | Mejor villano                                                              | Nominado  | Nosferatu        |
| Teen Choice Awards                       | 2018 | Mejor villano de película                                                  | Nominado  | It               |
| Utah Film Critics Association Awards     | 2025 | Premio Vince/Martin                                                        | Nominado  | Nosferatu        |
| Young Artist Awards                      | 2011 | Mejor Actuación en un Largometraje Internacional - Actor Joven Protagónico | Nominado  | Simple Simon     |